# Ирански Азербејџан
Ирански Азербејџан (перс. آذربايجان [], азер. آذربایجان / Azərbaycan) као регија Ирана односи се на северозападна подручја земље у којима је већином насељено азерско становништво. Регион се оквирно састоји од три иранске административне покрајине:
- Покрајина Западни Азербејџан
- Покрајина Источни Азербејџан
- Покрајина Ардабил

Азербајџан је историјски значајан с обзиром да се у њему додирују иранска, туркијска, арапска и јерменска култура. Регион обухвата подручје од око 105.000 km², а броји око седам милиона људи од чега су већина Азери. Осим иранског Азербајџана, азерско становништво насељава и друге делове Ирана те броји између 12 и 18 милиона људи. Међу познатим иранским Азерима је и Али Хамнеј, тренутни врховни вођа Ирана. Азербајџан је једна од најбогатијих иранских регија са развијеном индустријом и великим бројем професионалних ткалаца.